# Шкурко, Юрий Борисович
Юрий Борисович Шкурко (род. 16 августа 1967 года) — российский хоккеист с мячом, мастер спорта России международного класса (ринкбол, 1999).

## Карьера
Воспитанник омского хоккея с мячом. Игровую карьеру начал в «Кировце» (Уфа) в 1986 году, в 1987–1989 годах играл за «Оку» (Навашино). В «Юности» в 1989–1992 годах. C 1992 по 1996 годы выступал в составе сыктывкарского «Строителя». Сезон 1996/97 провёл в архангельском «Воднике», где стал чемпионом страны. После сезона 1997/98 в «Кузбассе», выехал за рубеж, где в 1998–2000 годах играл в финском клубе «Нарукеря» (Пори). Здесь он становится чемпионом Финляндии в 1999 году. После двух сезонов в Финляндии вернулся на один сезон в «Кузбасс». С 2001 по 2003 год Шкурко снова играет в Омске. Далее по году он провёл в составах петербургского БСК,  «СКА-Свердловска» и «Металлурга» из Братска. Последние два сезона своей игровой карьеры с 2006 по 2008 год Юрий Шкурко провёл в казанской «Ракете».
За годы игровой карьеры в Высшей лиге чемпионатов СССР и России провёл 411 игр, забил 282 мяча и сделал 54 голевые передачи.
За сборную России провёл 4 товарищеских матча в 1994 году.
Также играл в ринкбол. Выступал за омский «Полёт». Победитель чемпионата мира 1998, Омск.
После окончания игровой карьеры Ю.Б. Шкурко работает хоккейным судьёй.

## Достижения
Чемпион России - 1997 

 Серебряный призёр чемпионата России - 1993 

 Бронзовый призёр чемпионата России - 2001 

 Обладатель Кубка России - 2001 

 Серебряный призёр чемпионата России по мини-хоккею - 2000 

 Чемпион СССР среди юниоров – 1986 

 Чемпион Финляндии - 1999 

 Финалист Кубка европейских чемпионов - 1996
- Включался в список 22 лучших игроков сезона - 1993